# Carlistkrigene
Carlistkrigene var flere borgerkrige i Spanien i 19. århundrede.
Den første krig brød ud under en magtkampt mellem den nye dronning Isabella 2. og hendes onkel Don Carlos, der krævede tronen under den Saliske lov. Hans eftergængere prøvede også flere gange at vinde magten. Carlismen blev en vigtig højreorienteret politisk bevægelse i landet som, blandt andet, støttede diktatoren Francisco Franco. Siden 1936 har Carlist-slægten haft flere prætendenter.
I det moderne Spanien bliver carlitiske tilhængere valgt til byråd nu og da, men ellers har bevægelsen ingen betydning.

## De carlitiske prætendenter
De carlistiske prætendenter var:
- Karl 5. (1833-45)
- Karl 6. (1845-61)
- Johan 3. (1861-68) *
- Karl 7. (1868-1909) *
- Jakob 3. (1909-31) *
- Alfons Karl 1. (1931-36) *

(* også prætendent til Frankrigs trone)

## Carlistkrigene
- Første Carlistkrig (1833-39)
- Anden Carlistkrig (1846-1849)
- Tredje Carlistkrig (1872-1876)

## Carlister
- Ramón Cabrera y Griñó, carlistisk general
- Ramón del Valle-Inclán, forfatter

## Andet
- Det siges at den unge Joseph Conrad var våbensmugler i den Tredje Carlistkrig.